# فرسان (جازان)
مدينة فَرَسَـان هي أكبر تجمع سكاني في جزر فرسان والتجمع السكاني الرئيسي في جزيرة فرسان في البحر الأحمر التابعة للملكة العربية السعودية. تبعد مدينة فرسان 20.5 ميل بحري عن الساحل، وحوالي 50 كيلومتر غرب مدينة جازان.

## جزر فرسان
جزر فرسان هي أرخبيل جزر تقع في جنوب البحر الأحمر تابعة إداريا لمنطقة جازان جنوب غرب المملكة العربية السعودية، تتكون من عدة جزر أهمها فرسان والسقيد وقماح ودمسك وزفاف ودوشك وكيرة وسلوبة. كما أن فرسان تحتوي على آثار معمارية وثقافية عديدة.

## المناخ
| البيانات المناخية لـمدينة فَرَسَـان  | البيانات المناخية لـمدينة فَرَسَـان | البيانات المناخية لـمدينة فَرَسَـان | البيانات المناخية لـمدينة فَرَسَـان | البيانات المناخية لـمدينة فَرَسَـان | البيانات المناخية لـمدينة فَرَسَـان | البيانات المناخية لـمدينة فَرَسَـان | البيانات المناخية لـمدينة فَرَسَـان | البيانات المناخية لـمدينة فَرَسَـان | البيانات المناخية لـمدينة فَرَسَـان | البيانات المناخية لـمدينة فَرَسَـان | البيانات المناخية لـمدينة فَرَسَـان | البيانات المناخية لـمدينة فَرَسَـان | البيانات المناخية لـمدينة فَرَسَـان |
| الشهر                             | يناير                            | فبراير                           | مارس                             | أبريل                            | مايو                             | يونيو                            | يوليو                            | أغسطس                            | سبتمبر                           | أكتوبر                           | نوفمبر                           | ديسمبر                           | المعدل السنوي                    |
| --------------------------------- | -------------------------------- | -------------------------------- | -------------------------------- | -------------------------------- | -------------------------------- | -------------------------------- | -------------------------------- | -------------------------------- | -------------------------------- | -------------------------------- | -------------------------------- | -------------------------------- | -------------------------------- |
| متوسط درجة الحرارة الكبرى °م (°ف) | 29.6 (85.3)                      | 30.2 (86.4)                      | 31.8 (89.2)                      | 34.1 (93.4)                      | 36.6 (97.9)                      | 37.8 (100.0)                     | 37.4 (99.3)                      | 37.2 (99.0)                      | 37.0 (98.6)                      | 35.9 (96.6)                      | 33.1 (91.6)                      | 30.9 (87.6)                      | 34.3 (93.7)                      |
| متوسط درجة الحرارة الصغرى °م (°ف) | 22.3 (72.1)                      | 21.9 (71.4)                      | 23.5 (74.3)                      | 24.8 (76.6)                      | 26.9 (80.4)                      | 28.6 (83.5)                      | 29.1 (84.4)                      | 29.0 (84.2)                      | 27.8 (82.0)                      | 25.9 (78.6)                      | 23.9 (75.0)                      | 21.7 (71.1)                      | 25.5 (77.8)                      |
| الهطول مم (إنش)                   | 16 (0.6)                         | 8 (0.3)                          | 7 (0.3)                          | 7 (0.3)                          | 7 (0.3)                          | 1 (0.0)                          | 8 (0.3)                          | 18 (0.7)                         | 6 (0.2)                          | 10 (0.4)                         | 15 (0.6)                         | 17 (0.7)                         | 120 (4.7)                        |
| المصدر: Climate-Data.Org          |                                  |                                  |                                  |                                  |                                  |                                  |                                  |                                  |                                  |                                  |                                  |                                  |                                  |

## وصلات خارجية
- موقع جزر فرسان
- صور لعراقة جزر فرسان
- صور مدينة فرسان
- صور لشواطئ فرسان
- أرامكو السعودية العالم: حلم فرسان
- مناطق محمية في العالم العربي
- جزيرة فرسان، فردوس الزائر، العالم العربي الساحر: موقع سفر مع خرائط وطرقات